# Thiago Neves
Thiago Neves Augusto (Curitiba, 27 de febrero de 1985) es un exfutbolista brasilero que jugaba de volante ofensivo y su último equipo fue Sport Recife de la Serie A de Brasil.
Es considerado uno de los mediocampistas más importantes de la Serie A de Brasil de los últimos años, fundamentalmente por su trayectoria en Fluminense, equipo donde es reconocido (junto con Fred) uno de sus máximos referentes.

## Estadísticas
| Club                               | Temporada     | Campeonato nacional | Campeonato nacional | Campeonato nacional | Copa nacional | Copa nacional | Copa nacional | Competición continental | Competición continental | Competición continental | Otros torneos | Otros torneos | Otros torneos | Total    | Total | Total       |
| Club                               | Temporada     | Partidos            | Goles               | Asistencias         | Partidos      | Goles         | Asistencias   | Partidos                | Goles                   | Asistencias             | Partidos      | Goles         | Asistencias   | Partidos | Goles | Asistencias |
| ---------------------------------- | ------------- | ------------------- | ------------------- | ------------------- | ------------- | ------------- | ------------- | ----------------------- | ----------------------- | ----------------------- | ------------- | ------------- | ------------- | -------- | ----- | ----------- |
| Paraná · Brasil                    | 2005          | 29                  | 3                   | 0                   | —             | —             | —             | —                       | —                       | —                       | —             | —             | —             | 29       | 3     | 0           |
| Paraná · Brasil                    | Total         | 29                  | 3                   | 0                   | 0             | 0             | 0             | 0                       | 0                       | 0                       | 0             | 0             | 0             | 29       | 3     | 0           |
| Vegalta Sendai Japón               | 2006          | 35                  | 8                   | 0                   | 0             | 0             | 0             | 0                       | 0                       | 0                       | 1             | 0             | 0             | 36       | 8     | 0           |
| Vegalta Sendai Japón               | Total         | 35                  | 8                   | 0                   | 0             | 0             | 0             | 0                       | 0                       | 0                       | 1             | 0             | 0             | 36       | 8     | 0           |
| Fluminense · Brasil                | 2007          | 33                  | 12                  | 13                  | 9             | 2             | 0             | —                       | —                       | —                       | 8             | 0             | 0             | 50       | 14    | 13          |
| Fluminense · Brasil                | 2008          | 5                   | 1                   | 1                   | —             | —             | —             | 13                      | 7                       | 4                       | 15            | 9             | 0             | 33       | 17    | 5           |
| Fluminense · Brasil                | Total         | 38                  | 13                  | 14                  | 9             | 2             | 0             | 13                      | 7                       | 4                       | 23            | 9             | 0             | 83       | 31    | 18          |
| Hamburgo · Alemania                | 2008–09       | 6                   | 0                   | 2                   | 0             | 0             | 0             | 3                       | 0                       | 0                       | 0             | 0             | 0             | 9        | 0     | 2           |
| Hamburgo · Alemania                | Total         | 6                   | 0                   | 2                   | 0             | 0             | 0             | 3                       | 0                       | 0                       | 0             | 0             | 0             | 9        | 0     | 2           |
| Fluminense · Brasil                | 2009          | 7                   | 0                   | 1                   | 7             | 3             | 0             | 0                       | 0                       | 0                       | 12            | 5             | 0             | 26       | 8     | 1           |
| Fluminense · Brasil                | Total         | 7                   | 0                   | 1                   | 7             | 3             | 0             | 0                       | 0                       | 0                       | 12            | 5             | 0             | 26       | 8     | 1           |
| Al-Hilal Arabia Saudita            | 2009-10       | 20                  | 11                  | 7                   | 4             | 1             | 0             | 6                       | 2                       | 0                       | 2             | 2             | 0             | 32       | 16    | 7           |
| Al-Hilal Arabia Saudita            | 2010-11       | 11                  | 6                   | 2                   | 0             | 0             | 0             | 3                       | 0                       | 0                       | 0             | 0             | 0             | 14       | 6     | 2           |
| Al-Hilal Arabia Saudita            | Total         | 31                  | 17                  | 9                   | 4             | 1             | 0             | 9                       | 2                       | 0                       | 2             | 2             | 0             | 46       | 22    | 9           |
| Flamengo · Brasil                  | 2011          | 33                  | 12                  | 5                   | 6             | 2             | 4             | 2                       | 0                       | 0                       | 16            | 7             | 2             | 57       | 21    | 11          |
| Flamengo · Brasil                  | Total         | 33                  | 12                  | 5                   | 6             | 2             | 4             | 2                       | 0                       | 0                       | 16            | 7             | 2             | 57       | 21    | 11          |
| Fluminense · Brasil                | 2012          | 29                  | 5                   | 8                   | —             | —             | —             | 9                       | 0                       | 2                       | 11            | 4             | 0             | 49       | 9     | 10          |
| Fluminense · Brasil                | 2013          | 2                   | 0                   | 0                   | —             | —             | —             | 6                       | 0                       | 0                       | 8             | 2             | 0             | 16       | 2     | 0           |
| Fluminense · Brasil                | Total         | 31                  | 5                   | 8                   | 0             | 0             | 0             | 15                      | 0                       | 2                       | 19            | 6             | 0             | 65       | 11    | 10          |
| Al-Hilal Arabia Saudita            | 2013-14       | 22                  | 13                  | 1                   | 3             | 1             | 0             | 14                      | 4                       | 2                       | 1             | 3             | 3             | 40       | 21    | 6           |
| Al-Hilal Arabia Saudita            | 2014-15       | 20                  | 10                  | 1                   | 4             | 3             | 1             | 7                       | 1                       | 1                       | 8             | 4             | 1             | 39       | 17    | 4           |
| Al-Hilal Arabia Saudita            | Total         | 42                  | 23                  | 2                   | 7             | 4             | 1             | 21                      | 5                       | 3                       | 9             | 7             | 4             | 79       | 39    | 10          |
| Al-Jazira · Emiratos Árabes Unidos | 2015-16       | 21                  | 7                   | 6                   | 5             | 3             | 4             | 5                       | 0                       | 1                       | 3             | 0             | 0             | 34       | 10    | 12          |
| Al-Jazira · Emiratos Árabes Unidos | Total         | 21                  | 7                   | 6                   | 5             | 3             | 4             | 5                       | 0                       | 1                       | 3             | 0             | 0             | 34       | 10    | 12          |
| Cruzeiro · Brasil                  | 2017          | 33                  | 11                  | 7                   | 13            | 2             | 3             | 2                       | 2                       | 0                       | 9             | 2             | 3             | 57       | 17    | 13          |
| Cruzeiro · Brasil                  | 2018          | 24                  | 3                   | 0                   | 7             | 2             | 0             | 9                       | 5                       | 0                       | 14            | 5             | 3             | 54       | 15    | 3           |
| Cruzeiro · Brasil                  | 2019          | 28                  | 6                   | 4                   | 4             | 3             | 0             | 4                       | 0                       | 1                       | 5             | 0             | 1             | 41       | 9     | 6           |
| Cruzeiro · Brasil                  | Total         | 85                  | 20                  | 11                  | 24            | 7             | 3             | 15                      | 7                       | 1                       | 29            | 7             | 7             | 152      | 41    | 22          |
| Total carrera                      | Total carrera | 358                 | 108                 | 59                  | 62            | 22            | 12            | 83                      | 21                      | 11                      | 113           | 40            | 13            | 616      | 194   | 95          |

- a. Incluindo jogos da Copa do Brasil, Copa do Imperador, Copa da Alemanha, Copa da Arábia Saudita e Copa do Presidente
- b. Incluindo jogos da Copa Libertadores da América, Copa Sul-Americana, Copa da UEFA e Liga dos Campeões da AFC
- c. Incluindo jogos da Copa da Liga Japonesa, Partida amistosa, Campeonato Carioca, Campeonato Mineiro, Copa da Liga Alemã e Copa da Liga Saudita

## Palmarés

### Campeonatos regionales
| Título             | Club               | País   | Año  |
| ------------------ | ------------------ | ------ | ---- |
| Taça Guanabara     | C. R. Flamengo     | Brasil | 2011 |
| Taça Rio           | C. R. Flamengo     | Brasil | 2011 |
| Campeonato Carioca | C. R. Flamengo     | Brasil | 2011 |
| Taça Guanabara     | Fluminense F. C.   | Brasil | 2012 |
| Campeonato Carioca | Fluminense F. C.   | Brasil | 2012 |
| Campeonato Mineiro | Cruzeiro E. C.     | Brasil | 2018 |
| Campeonato Mineiro | Cruzeiro E. C.     | Brasil | 2019 |
| Campeonato Gaucho  | Grêmio F.-B. P. A. | Brasil | 2020 |

### Campeonatos nacionales
| Título                             | Club             | País           | Año  |
| ---------------------------------- | ---------------- | -------------- | ---- |
| Copa de Brasil                     | Fluminense F. C. | Brasil         | 2007 |
| Primera División de Arabia Saudita | Al-Hilal         | Arabia Saudita | 2010 |
| Serie A de Brasil                  | Fluminense F. C. | Brasil         | 2012 |
| Copa de Brasil                     | Cruzeiro E. C.   | Brasil         | 2017 |
| Copa de Brasil                     | Cruzeiro E. C.   | Brasil         | 2018 |

### Campeonatos internacionales
| Título           | Club (*)            | País  | Año  |
| ---------------- | ------------------- | ----- | ---- |
| Juegos Olímpicos | Selección de Brasil | Pekín | 2008 |

(*) Incluyendo la selección.

### Distinciones individuales
| Distinción                           | Año  |
| ------------------------------------ | ---- |
| Balón de Oro de Brasil               | 2007 |
| Mejor Jugador del Campeonato Carioca | 2011 |
| Balón de Plata de Brasil             | 2011 |